# Claughton Pellew

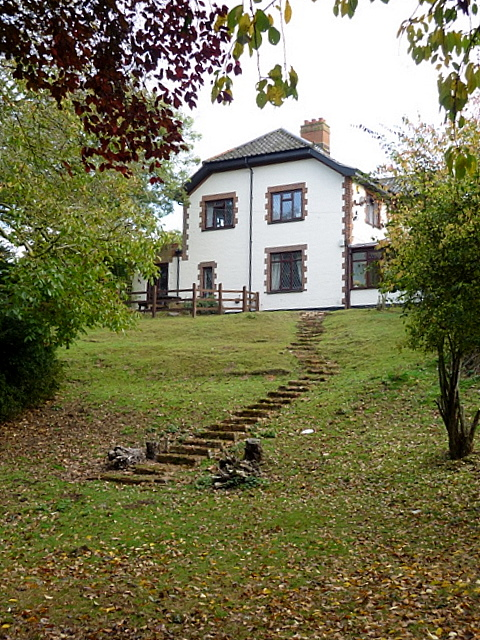
Das Pightle: 1926 entwarfen und bauten Claughton Pellew und seine Frau Emma-Marie Tennent dieses Haus, das sie „Pightle“ nannten. Es stand auf einem abgelegenen Grundstück, eine Meile von der nächsten Siedlung entfernt, und war so isoliert, dass es kein Wasser und bis 1955 auch keinen Strom gab. Aufgrund Pellews Erfahrungen als Kriegsdienstverweigerer im Ersten Weltkrieg zog sich das Paar dorthin zurück und lebte weitgehend in selbstgewählter Abgeschiedenheit im Nordosten Norfolks.

Claughton Pellew (* 11. April 1890 in Redruth, Cornwall, England; † 1966 in Southrepps, Norfolk, England) war ein britischer Maler, Holzschnittkünstler und Radierer.

## Leben
Claughton Pellew wurde als Sohn des Bergbauingenieurs William Pellew-Harvey und der Künstlerin Elizabeth Pellew (geb. Hitchins) geboren. Kurz nach seiner Geburt zog die Familie nach Kanada, wo sie lange Reisen mit der Canadian Pacific Railway unternahm. Nach ihrer Rückkehr nach London gründete ihr Vater dort eine Beratungsfirma für den Bergbau. Von 1902 bis 1906 besuchte Claughton Pellew die Merchant Taylor’s School und studierte anschließend von 1907 bis 1911 an der Slade School of Fine Art unter anderem bei Henry Tonks und Philip Wilson Steer. Zu seinen Kommilitonen gehörten Paul Nash, Ben Nicholson und Stanley Spencer. Nach seinem Studium reiste er nach Italien, wo er besonders von der Kunst der florentinischen Frührenaissance beeinflusst wurde. Diese Reise, insbesondere sein Aufenthalt in Assisi (1913), bestärkte ihn in seinem bereits zuvor entwickelten Wunsch, zum römisch-katholischen Glauben zu konvertieren. Die Konversion erfolgte 1914.
Während des Ersten Weltkriegs verweigerte Claughton Pellew aus religiösen und pazifistischen Gründen den Kriegsdienst. Nach Einführung der allgemeinen Wehrpflicht 1916 wurde er als Kriegsdienstverweigerer in verschiedenen Haftanstalten interniert, unter anderem in Dyce bei Aberdeen, in Wakefield und im Gefängnis von Dartmoor. Die Haftzeit belastete ihn physisch und psychisch schwer, was sich auf sein späteres Leben auswirkte. Zeitzeugen wie John Nash berichten von einer anhaltenden Isolation Pellews nach dem Krieg. 1919 heiratete er die Künstlerin Emma Marie „Ketchie“ Tennent, die ebenfalls zum Katholizismus konvertiert und Absolventin der Slade School war. Das Paar zog in ein abgelegenes Dorf im Norden Norfolks, wo sie mit Hilfe eines ortsansässigen Handwerkers ihr eigenes Haus, The Pightle, bauten. Dort führten sie ein einfaches Leben ohne Auto, mit Petroleumlampen und eigenem Garten. Sie unternahmen nur selten Reisen, darunter 1923 und 1929–1933 nach Bayern, wo sie in Tutzing am Starnberger See wohnten.
Claughton Pellew arbeitete als Maler, Aquarellist und Holzschneider. Der Holzschnitt wurde zu seiner wichtigsten künstlerischen Ausdrucksform. Ab 1923 stellte er regelmäßig in der Society of Wood Engravers aus, darunter auch größere Arbeiten wie From My Window (1925). Sein Werk ist geprägt von intensiver Naturbeobachtung, ländlichen Motiven und einer ablehnenden Haltung gegenüber der modernen, industriellen Welt. Häufige Themen seiner Werke sind ländliche Szenen, Landschaften, Bäume, Tiere und Elemente des natürlichen Kreislaufs. Claughton Pellew nahm zu Lebzeiten nur an wenigen Ausstellungen teil, darunter im New English Art Club (1925) und mehrmals in der Society of Wood Engravers (1923, 1930, 1932). Sein zurückgezogener Lebensstil und die ländliche Abgeschiedenheit führten dazu, dass er zu Lebzeiten weitgehend unbekannt blieb. Claughton Pellew starb 1966. Erst posthum erfuhr sein Werk verstärkte Aufmerksamkeit. Wichtige Ausstellungen fanden unter anderem 1967 in Norwich, 1987 im Ashmolean Museum in Oxford, sowie 1990 in Hove, London, King’s Lynn und Exeter statt. 2001 wurde eine weitere Ausstellung in King’s Lynn veranstaltet.

## Werk
Claughton Pellew begann 1923 mit dem Holzschnitt und stellte regelmäßig in der Society of Wood Engravers aus. Seine Arbeiten zeichnen sich durch eine individuelle Handschrift aus und zeigen häufig religiöse oder ländliche Motive. Zu seinen bekanntesten Werken zählen The Return (1925) und Mother (1931), für das seine Frau Kechie Modell stand. Neben Holzschnitten schuf er auch Radierungen und Aquarelle, die häufig landwirtschaftliche Szenen wie Heuhaufen, Pferdegespanne und Windmühlen zeigen. Seine Werke befinden sich in den Sammlungen des Hove Museum & Art Gallery, des Ashmolean Museum in Oxford, des British Museum, des Victoria and Albert Museum und der Hunterian Art Gallery in Glasgow.